# حصرايل
حصرايل هي إحدى القرى اللبنانية من قرى قضاء جبيل في محافظة جبل لبنان.

## أعلام
- فرج الله الحلو